# جشنواره فیلم ونکوور

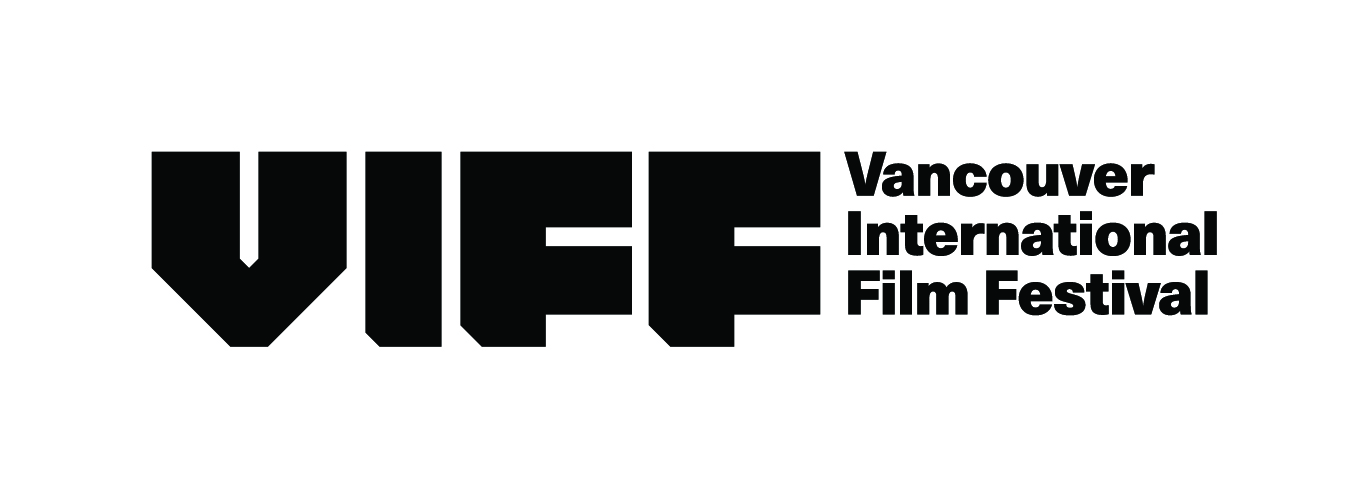
نشان‌واره جشنواره فیلم ونکوور

جشنواره بین‌المللی فیلم ونکوور (به انگلیسی: Vancouver International Film Festival، به‌صورت مخفف VIFF) یک جشنواره فیلم است که هرساله در اواخر سپتامبر و اوایل اکتبر (مهرماه) در ونکوور، بریتیش کلمبیا، کانادا به مدت دو هفته برگزار می‌شود. این جشنواره از سال ۱۹۸۲ آغاز به‌کار کرد و توسط انجمن جشنواره بین‌المللی فیلم ونکوور بزرگ که یک نهاد غیرانتفاعی ایالتی و سازمان خیریه‌ای فدرالی است، اداره می‌شود.
جشنواره ونکوور آثار کانادایی و بین‌المللی را نمایش می‌دهد. این جشنواره همچنین به‌عنوان یک سکوی پرتاب مناسب برای بسیاری از فیلم‌سازان جوان آسیایی، به‌ویژه در بخش رقابتی «جایزه اژدهایان و ببرها» شناخته شده‌است. جشنواره در سال ۲۰۰۴ بزرگترین نمایش‌دهنده فیلم‌های آسیای شرقی، خارج از این منطقه بود. فیلم‌های مستند نیز بخش مهمی از جشنواره به‌شمار می‌روند. جشنواره سال ۲۰۰۶ بیش از ۳۰۰ فیلم از بیش از ۵۰ کشور جهان را به نمایش گذاشت که حدود یک چهارم از آنها غیرداستانی بودند.
از سال ۲۰۰۳، تعداد شرکت‌کنندگانِ سالیانهٔ این رویداد از مرز ۱۵۰٬۰۰۰ نفر گذشت. انیمیشن پرسپولیس ساخته مرجان ساتراپی، جایزه محبوب‌ترین فیلم این جشنواره را در سال ۲۰۰۷ به‌دست‌آورد.
این جشنواره همچنین مدیریت و اجرای گردهمایی فیلم و تلویزیون ونکوور (به انگلیسی: Vancouver Film and Television Forum) را بر عهده دارد. این گردهمایی چهار روزه، به عنوان حامی محصولات سینمایی و تلویزیونی کانادا، به این صنعت می‌پردازد. جشنواره ونکوور هرساله بلافاصله پس از پایان این گردهمایی آغاز به‌کار می‌کند.

## جایزه‌های اصلی
- محبوب‌ترین فیلم بخش بین‌المللی
- محبوب‌ترین فیلم بخش داخلی

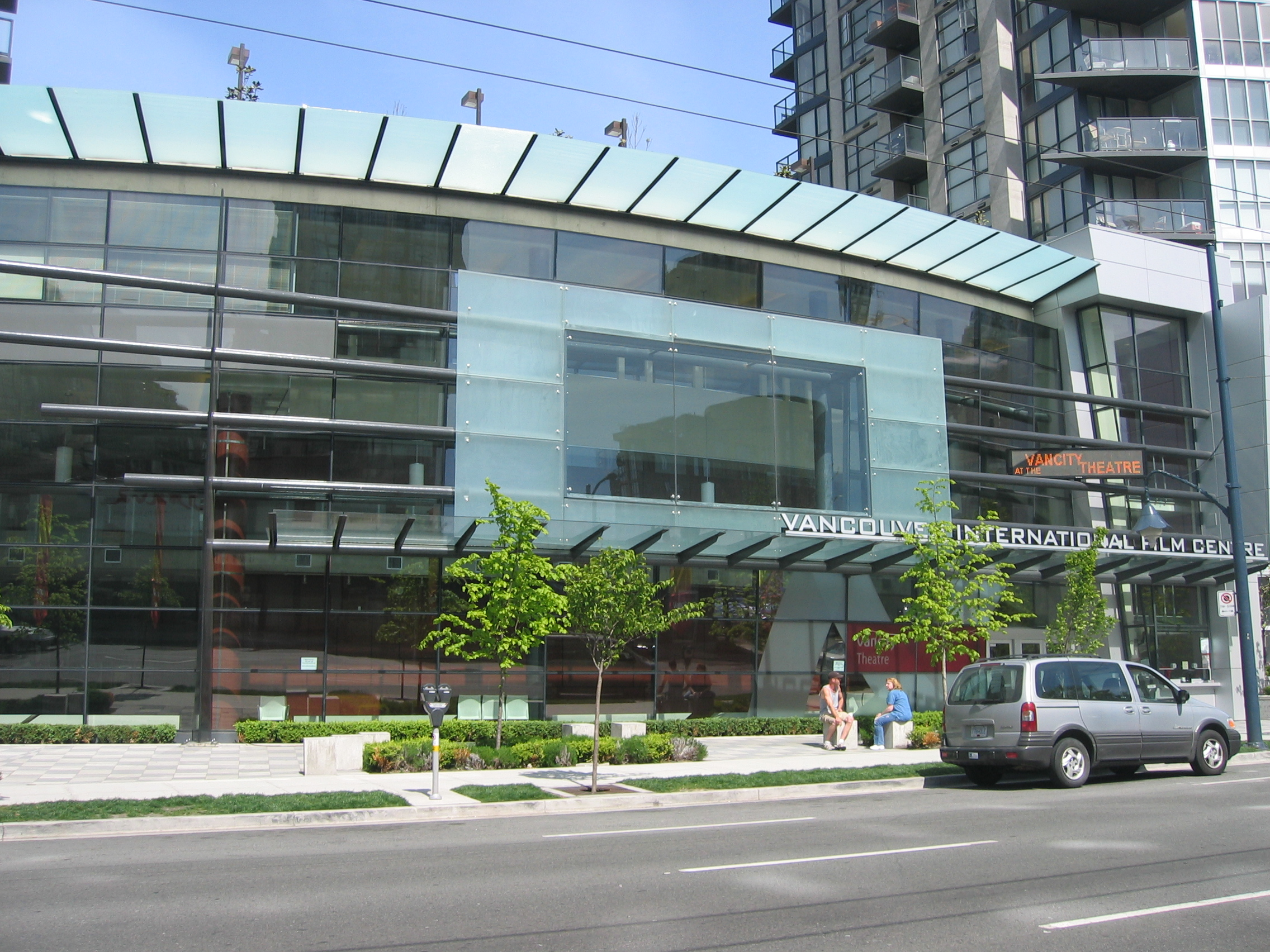
مرکز جشنواره فیلم ونکوور

- جایزه انجمن ملی فیلم کانادا (برای بهترین فیلم مستند)
- بهترین کارگردان جوان کانادایی فیلم کوتاه
- جایزه اژدهایان و ببرها (برای بهترین فیلم آسیا-پاسیفیک)